# Tartru

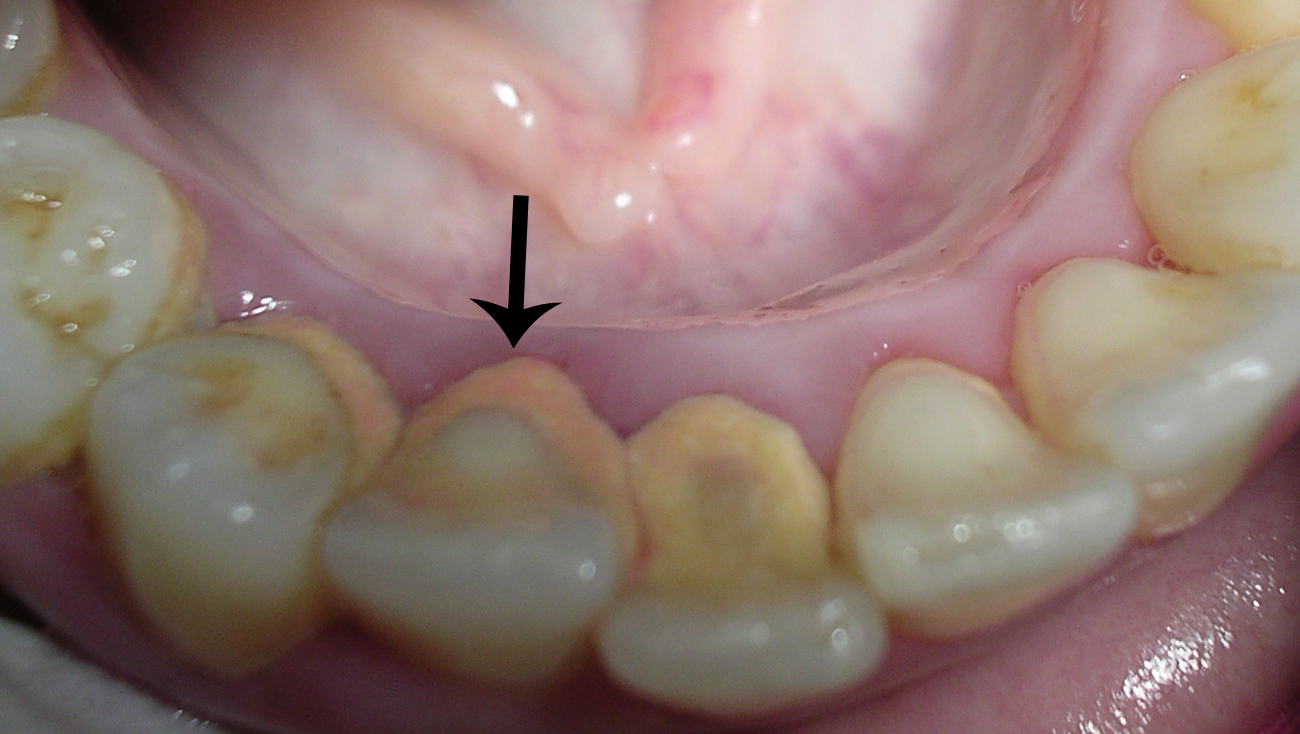

Tartrul reprezintă un complex organomineral aderent de suprafața dentară sau alte structuri solide orale ca lucrări protetice, aparate ortodontice, fiind rezultat din mineralizarea plăcii bacteriene. Tartrul poate fi supragingival (salivar) și subgingival (tartru seric).
Tartrul se formează cu precădere pe suprafața externă a molarilor superiori, pe suprafața internă a dinților inferiori, dar și în spațiile dintre dinți.

## Tartrul

### Supragingival
Tartrul supragingival (salivar) este un depozit organomineral de culoare alb-galben, la început de consistență redusă. Imediat după depunere este friabil, moale, grunjos, și se dizlocă cu ușurință. În timp însă consistența și aderența tartrului supragingival cresc, iar culoarea virează spre maroniu-negru – prin impregnare cu pigmenți alimentari, inclusiv din sucuri, sau de hidrocarburi și nicotină la fumători. Localizarea preferențială a tartrului este: grupul frontal inferior și deschiderea canalelor glandelor salivare. 

### Subgingival
Tartrul subgingival (seric) este de culoare maroniu-negru, de consistență crescută, dens, de cele mai multe ori foarte aderent și mai greu de dizlocat în comparație cu cel supragingival.

## Compozitia tartrului
- componente anorganice (minerale)
- componente organice (comparabile cu cele ale plăcii bacteriene)= un amestec de bacterii, leucocite, celule epiteliale și complexe polizaharide proteine;

În funcție de zone (supra/subgingival) compoziția diferă.
Conținutul anorganic (mineral): 70-90% din componente anorganice (fosfat de calciu) 75%, CaCo3, Mg(Po4)2, Na, Zn, St, Brom, Cu, Mn, Al, Si, Fe.

## Cum se formează tartrul dentar?
Tartrul începe să se depună încă de la vârste fragede, primul care se depune fiind cel supragingival. Tartrul subgingival apare la copiii cu vârsta de peste 9 ani și poate fi întâlnit în proporții de 47-100% din cazuri, după vârsta de 40 de ani. Durata formării tartrului depinde de:
- poziționarea dintelui
- fluxul salivar
- natura alimentației
- caracteristicile masticației

La 4-6 luni de la începerea acumulării, se realizează un nivel maxim de depunere, după care începe să se stabilizeze.

## Tratament
Profilaxia bolilor parodontale constă în îndepărtarea depozitelor de tartru prin detartraj, evitând apariția acestora. Este recomandată realizarea detartrajului înaintea oricărei manopere stomatologice, deoarece depozitele de tartru rețin placa bacteriană, producând un mediu neprielnic efectuării intervențiilor chirurgicale, extracțiilor dentare sau tratamentului protetic și ortodontic.
Există oameni care nu sunt de acord să li se realizeze acest detartraj, pe dinții mobili, întrucât sunt de părere că tartrul îi menține stabili, ajutându-i la menținerea lor pe arcadă, o mai mare perioadă de timp. Realitatea este însă alta: placa bacteriană, de pe suprafețele acoperite de tartru, nu face decât să agraveze boala parodontală care a dus la mobilitate dentară de la bun început.  
Manopera de detartraj se realizează atât cu instrumentar manual, cât și cu aparate ultrasonice sau cu aer comprimat. 
Detartrajul mecanic ajută la îndepărtarea depozitelor de tartru cu o mai mare usurință, nu lezează gingia și permite înlăturarea colorațiilor dentare.
După realizarea detartrajului, pentru o igienizare corespunzătoare a suprafețelor dentare, este indicat periajul profesional. Detartrajul este recomandat să fie făcut la intervale de minim șase luni.

## De ce se depune tartrul dacă mă spăl pe dinți regulamentar?
Din cauza factorilor favorizanți:
- fumatul
- consumul de cafea frecvent
- ph-ul salivar
- înghesuirea dentară
- tehnică de periaj incorectă

## Dieta în raport cu tartru
Consistența, gradul de duritate al alimentelor și aciditatea lor influențează depunerea de tartru.
Masticația alimentelor dure, prin acțiunea mecanică accentuată, întârzie formarea tartrului.
Citricele, fructele și legumele încetinesc depunerea tartrului dentar.